# Joé Dwèt Filé
Joé Dwèt Filé (* 12. März 1995) ist ein französischer R&B- und Soul-Sänger.

## Leben
Filé hat haitianische Wurzeln, die er in seiner von Zouk und Kompa beeinflussten Musik einfließen lässt. Er wuchs streng religiös auf und sammelte erste musikalische Erfahrungen im Kirchenchor.
Er ist Gründer der Band Lespada, mit der er ersten Erfolg auf Youtube feiern konnte.
2018 erschien sein erstes Album #Esolf, mit der er es in Frankreich bis in die Top 50 der Charts schaffte.

## Diskografie

### Alben
| Jahr | Titel Musiklabel               | Höchstplatzierung, Gesamtwochen, AuszeichnungChartplatzierungen (Jahr, Titel, Musiklabel, Platzierungen, Wochen, Auszeichnungen, Anmerkungen) | Höchstplatzierung, Gesamtwochen, AuszeichnungChartplatzierungen (Jahr, Titel, Musiklabel, Platzierungen, Wochen, Auszeichnungen, Anmerkungen) | Anmerkungen                           | [↑]: gemeinsam behandelt mit vorhergehendem Eintrag; [←]: in beiden Charts platziert |
| Jahr | Titel Musiklabel               | FR | BEW | Anmerkungen                           |                                                                                      |
| ---- | ------------------------------ | --- | --- | ------------------------------------- | ------------------------------------------------------------------------------------ |
| 2018 | #Esolf DF Empire (SME)         | FR47 (16 Wo.)FR | BEW92 (3 Wo.)BEW | Erstveröffentlichung: 21. Juni 2018   |                                                                                      |
| 2019 | À deux DF Empire (SME)         | FR15 Gold · (37 Wo.)FR | BEW38 (6 Wo.)BEW | Erstveröffentlichung: 29. März 2019   |                                                                                      |
| 2020 | Eira DF Empire (SME)           | FR39 (4 Wo.)FR | BEW66 (2 Wo.)BEW | Erstveröffentlichung: 5. Juni 2020 EP |                                                                                      |
| 2021 | Calypso DF Empire (SME)        | FR4 Platin · (66 Wo.)FR | BEW37 (7 Wo.)BEW | Erstveröffentlichung: 4. Juni 2021    |                                                                                      |
| 2023 | Daddy 9 DF Empire (SME)        | FR3 (19 Wo.)FR | BEW70 (2 Wo.)BEW | Erstveröffentlichung: 23. Juni 2023   |                                                                                      |
| 2024 | Goumin DF Empire (SME)         | FR29 (2 Wo.)FR | BEW60 (4 Wo.)BEW | Erstveröffentlichung: 29. März 2024   |                                                                                      |
| 2024 | Goumin terminé DF Empire (SME) | FR30 (6 Wo.)FR[BEW: ↑] | BEW60 (4 Wo.)BEW | Erstveröffentlichung: 12. April 2024  |                                                                                      |

### Singles
| Jahr | Titel Album                              | Höchstplatzierung, Gesamtwochen, AuszeichnungChartplatzierungen (Jahr, Titel, Album, Platzierungen, Wochen, Auszeichnungen, Anmerkungen) | Höchstplatzierung, Gesamtwochen, AuszeichnungChartplatzierungen (Jahr, Titel, Album, Platzierungen, Wochen, Auszeichnungen, Anmerkungen) | Höchstplatzierung, Gesamtwochen, AuszeichnungChartplatzierungen (Jahr, Titel, Album, Platzierungen, Wochen, Auszeichnungen, Anmerkungen) | Anmerkungen                                         |
| Jahr | Titel Album                              | FR | BEW | CH | Anmerkungen                                         |
| --- | ---------------------------------------- | --- | --- | --- | --------------------------------------------------- |
| 2020 | La même chose –                          | FR46 Gold · (3 Wo.)FR | — | — | Erstveröffentlichung: 27. November 2020             |
| 2021 | Jolie madame Calypso                     | FR10 Diamant · (29 Wo.)FR | — | — | Erstveröffentlichung: 9. April 2021 feat. Ronisia   |
| 2021 | C’est toi Calypso: Winter Edition        | FR54 Gold · (6 Wo.)FR | — | — | Erstveröffentlichung: 24. September 2021            |
| 2022 | Baby Girl Calypso: Winter Edition        | FR69 (4 Wo.)FR | — | — | Erstveröffentlichung: 7. Januar 2022 feat. Leto     |
| 2022 | Gaga –                                   | FR108 (1 Wo.)FR | — | — | Erstveröffentlichung: 1. Juli 2022 feat. MHD        |
| 2023 | Délire Daddy 9                           | FR21 Gold · (7 Wo.)FR | — | — | Erstveröffentlichung: 26. Mai 2023 feat. Tiakola    |
| 2024 | 4 Kampé –                                | FR5 Diamant · (… Wo.)FR | BEW46 (5 Wo.)BEW | CH82 (1 Wo.)CH | Erstveröffentlichung: 25. Oktober 2024              |
| 2025 | 4 Kampé II –                             | FR61 (4 Wo.)FR | — | — | Erstveröffentlichung: 28. März 2025 feat. Burna Boy |
| 2025 | Baddies –                                | FR7 Gold · (… Wo.)FR | BEW42 (2 Wo.)BEW | CH81 (1 Wo.)CH | Erstveröffentlichung: 15. Mai 2025 mit Aya Nakamura |
| Folgende Lieder erschienen nicht als Single, wurden aber durch das Album zum Download und Streaming bereitgestellt und konnten somit eine Platzierung erlangen: |                                          | | | |                                                     |
| |                                          | | | |                                                     |
| 2019 | Comme avant À deux                       | FR103 Gold · (1 Wo.)FR | — | — |                                                     |
| 2019 | Confiance À deux                         | FR176 Gold · (1 Wo.)FR | — | — |                                                     |
| 2019 | Comment ça À deux                        | FR181 (1 Wo.)FR | — | — |                                                     |
| 2019 | Karma À deux                             | FR190 (1 Wo.)FR | — | — |                                                     |
| 2020 | Route 66 Eira                            | FR179 (1 Wo.)FR | — | — |                                                     |
| 2021 | Chérie coco Calypso                      | FR122 (1 Wo.)FR | — | — | feat. Naza                                          |
| 2021 | Oui Calypso                              | FR128 (1 Wo.)FR | — | — |                                                     |
| 2021 | Tu m’attires Calypso                     | FR129 (1 Wo.)FR | — | — |                                                     |
| 2021 | Cœur sombre Calypso                      | FR154 (1 Wo.)FR | — | — |                                                     |
| 2021 | Donne tout Calypso                       | FR167 (1 Wo.)FR | — | — |                                                     |
| 2021 | A trop t’aimer Calypso                   | FR173 (1 Wo.)FR | — | — |                                                     |
| 2021 | Une autre Calypso                        | FR179 (1 Wo.)FR | — | — |                                                     |
| 2021 | Baby mama Calypso                        | FR183 (1 Wo.)FR | — | — | feat. Bolémvn                                       |
| 2021 | Priorité Calypso                         | FR185 (1 Wo.)FR | — | — |                                                     |
| 2021 | Toujours mal Calypso                     | FR189 (1 Wo.)FR | — | — |                                                     |
| 2021 | Mon pote Calypso                         | FR194 (1 Wo.)FR | — | — |                                                     |
| 2022 | J’attends Calypso: Winter Edition        | FR164 (1 Wo.)FR | — | — |                                                     |
| 2022 | Fem voye Calypso: Winter Edition         | FR175 Gold · (1 Wo.)FR | — | — |                                                     |
| 2022 | Plus jamais Calypso: Winter Edition      | FR189 (1 Wo.)FR | — | — |                                                     |
| 2022 | Tu mérites mieux Calypso: Winter Edition | FR197 (1 Wo.)FR | — | — |                                                     |
| 2022 | No More Drama Calypso: Winter Edition    | FR198 (1 Wo.)FR | — | — | feat. Franglish                                     |
| 2023 | Molo Daddy 9                             | FR102 (1 Wo.)FR | — | — | feat. Dadju                                         |
| 2023 | Pozisyon (Fem voyé 2) Daddy 9            | FR195 (1 Wo.)FR | — | — |                                                     |

Weitere Singles
- 2018: #TPM (FR: Gold)

### Gastbeiträge
| Jahr | Titel Album            | Höchstplatzierung, Gesamtwochen, AuszeichnungChartplatzierungen (Jahr, Titel, Album, Platzierungen, Wochen, Auszeichnungen, Anmerkungen) | Höchstplatzierung, Gesamtwochen, AuszeichnungChartplatzierungen (Jahr, Titel, Album, Platzierungen, Wochen, Auszeichnungen, Anmerkungen) | Anmerkungen                                                        |
| Jahr | Titel Album            | FR | BEW | Anmerkungen                                                        |
| ---- | ---------------------- | --- | --- | ------------------------------------------------------------------ |
| 2019 | Instagram Ategban      | FR45 Gold · (3 Wo.)FR | — | Erstveröffentlichung: 15. März 2019 Vegedream feat. Joé Dwèt Filé  |
| 2023 | Honey Damoiseau Hokage | FR179 Gold · (1 Wo.)FR | — | Erstveröffentlichung: 3. März 2023 Sensey’ feat. Joé Dwèt Filé     |
| 2025 | Tu sais bien –         | FR81 (… Wo.)FR | — | Erstveröffentlichung: 24. Juli 2025 Guy2Bezbar feat. Joé Dwèt Filé |

Weitere Gastbeiträge
- 2020: Corps à corps (Kpoint feat. Joé Dwèt Filé, FR: Gold)